# Tony Overwater

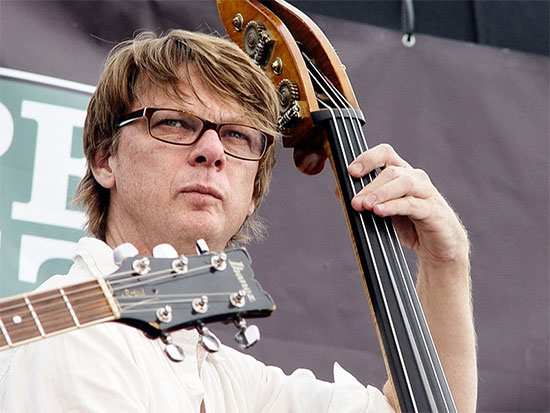
Tony Overwater (2013)

Tony Overwater (Rotterdam, 24 maart 1965) is een Nederlandse jazz-bassist (contrabas violone en elektrische bas) en componist in de jazz en de geïmproviseerde muziek. In 2002 kreeg hij de Boy Edgar Prijs.

## Biografie
Overwater studeerde aan het Koninklijk Conservatorium in Den Haag, waar hij les kreeg van onder meer John Clayton, Dave Holland en Charlie Haden. In 1989 startte hij zijn eerste groep, Scapes en kreeg hij van de Stichting Jazz in Nederland (SJIN) een prijs voor de meest veelbelovende muzikant. In dat jaar toerde hij met Sunny en David Murray. Met hen zou hij in de jaren erop ook opnames maken, zoals de cd "A Sanctuary Within" uit 1992. Ook werd hij lid van het trio van Yuri Honing, waarmee hij vaak toerde en waarin hij nog steeds speelt. Met het trio heeft hij ook enkele platen opgenomen, de laatste verscheen in 2008. Verder is hij actief geweest in het trio DelFerro/Overwater/Paeffgen, wat ook enkele platen opleverde. Onder eigen naam heeft hij gewerkt met verschillende groepen in verschillende vormen en samenstellingen. Zo had hij een trio met Maarten Ornstein en Wim Kegel waarmee hij een aantal albums heeft opgenomen. "Op" (2001), aangevuld met Ack van Rooyen en Ernst Reijseger, was een ode aan de bassist Oscar Pettiford en leverde een Edison op. Met Ornstein heeft Overwater in verschillende vormen gespeeld en opgenomen, bijvoorbeeld in de groep V.
Hij werkte samen met Rembrandt Frerichs en Vinsent Planjer in diverse projecten, waaronder het Rembrandt Frerichs Trio, The Contemporary Fortepiano en een groep met Kayhan Kalhor.
In 2016 verscheen het zesde album, getiteld Washwishni, samen met zangeres Rima Khcheich, waarmee Overwater al jaren samenwerkt. Het album bevat een combinatie van Arabische en westerse muziek.

## Stomme films en kikkers
Overwater heeft ook filmmuziek voor 'stomme films' geschreven en uitgevoerd: in 1992 componeerde hij muziek voor de film "Metropolis" van Fritz Lang en in 1994 begeleidde hij met zijn kwartet 'live' films van Joris Ivens en enkele Franse films, bijvoorbeeld van Germaine Dulac. In 1994 kwam hij met de 'auditieve' film "Motion Music". In de jaren erop schreef hij muziek voor een paar documentaires van Brigit Hillenius. Ook ging hij zich bezighouden met muziek voor dans: hij schreef onder meer muziek voor choreografe Anouk van Dijk met wie hij live optrad, evenals met het Scapino ballet.
In 2000 componeerde hij voor het eerst muziek voor de beroemde kikkerverhalen van Max Velthuijs. Een concert waarbij Overwater de muziek 'live' speelde, terwijl Velthuis zijn verhalen voorlas en tekende werd uitgezonden door de VPRO. In 2002 ging hij ook met Velthuis op tournee en traden ze op op het North Sea Jazz Festival. Hun samenwerking leidde uiteindelijk tot twee platen met kikkerverhalen, waarvan Kikker swingt een gouden plaat werd. Het tweede album (Kikker heeft de blues) is opgenomen na het overlijden van Velthuijs en de verteller is dan Nico de Vries. In de jaren erop ging Overwater zich tevens bezighouden met muziekeducatie voor kinderen, bijvoorbeeld in de vorm van workshops.
Vanaf 2001 breidde de interesse van Overwater zich uit naar Arabische muziek. Het Yuri Honing trio ging toen samenspelen en toeren met enkele musici uit het Midden-Oosten, waaronder de Libanese zangeres Rima Khcheich. Dit onder de naam 'The Orient Express'. Door dit project ging Overwater zich interesseren in de luit en Arabische speeltechnieken. Later ging hij intensiever samenwerken met Khcheich: hij trad regelmatig met haar op en er verschenen twee cd's. In 2005 werkte hij voor het eerst samen met de Calefax Reed Quintet. Dit in een project waarin twee suiten van componist en bandleider Duke Ellington centraal stonden. Zijn trio en Calefax toerden hiermee onder meer in het Midden-Oosten en India en namen een cd op, die genomineerd werd voor een Edison.

## Andere samenwerkingen
Tony Overwater heeft naast de genoemde groepen en musici samengewerkt met onder meer Joshua Samson, Sylvie Courvoisier, een groep met onder meer Misha Mengelberg en Pierre Favre, Treya Quartet, de groepen Vandoorn en Dufay, Heleen van den Hombergh, Dez, Nathalie Laurier , Marc van Roon, Lotte van Dijk Karin Hammar, Rembrandt Frerichs en Susanne Abbuehl.

## Discografie
als leider:
- Changes in Time (met Scapes), Timeless, 1989
- Motion Music, Jazz in Motion Records (JIM), 1994
- Up Close, Turte, 1999
- Op, Turtle, 2001
- Over the Rainbow, First Impression Music, 2003
- Kikker swingt (Tony Overwater kwintet met Max Velthuijs), JIM, 2003
- Ellington Suites, (Tony Overwater Trio met Calefax), JIM, 2005
- Kikker heeft de blues, JIM, 2007
- Jungleboldie (Tony Overwater Trio), Turtle, 2010
- Om de oude Wereldzee (Tony Overwater Ensemble), JIM, 2015